# Jamaicano-brasileiro
Um jamaicano-brasileiro é um brasileiro de total, parcial ou predominante ancestralidade jamaicana ou um jamaicano que reside no Brasil.